# Escombres-et-le-Chesnois
Escombres-et-le-Chesnois est une commune française située dans le département des Ardennes, en région Grand Est.

## Géographie
| Pouru-aux-Bois   | Bouillon Belgique        |             |
|                  | Escombres-et-le-Chesnois | Messincourt |
| Pouru-Saint-Remy | Sachy                    |             |

### Localisation
La commune frontalière d'Escombres-et-le-Chesnois se compose du village d'Escombres et de son hameau le Chesnois, sis à 1 km du village, au cœur de la forêt.
Elle est située à l'extrémité nord-est du canton de Sedan-Est, jouit d'un climat continental dégradé plutôt froid qui est dû à son altitude. Son territoire touche, au nord, à ceux de Bouillon et Florenville (Belgique) ainsi que Pouru-aux-Bois, à l'est à celui de Messincourt, au sud à ceux de Messincourt et Sachy, et enfin, à l'ouest, à ceux de Pouru-Saint-Rémi et Pouru-aux-Bois. A la frontière belge, se trouvent les territoires du hameau de Grand-Hez (commune belge de Bouillon) et du village de Muno (commune belge de Florenville).
Le nom des habitantes et des habitants vient du mot hure, qui se prononce « heurr » en ardennais où il désigne la tête.
Le sous-sol est essentiellement composé de roches calcaire, surmontées d'une couche de sable pouvant aller jusqu'à plusieurs mètres. Les maisons les plus anciennes ont pour certaines leurs fondations posées directement sur le banc de roche.

### Hydrographie
La commune est dans le bassin versant de la Meuse au sein du bassin Rhin-Meuse. Elle est drainée par le ruisseau du Moulin de Sauzelle, le ruisseau d'Escombres, le ruisseau de la Goutelle et le ruisseau du Neuf Vivier,.

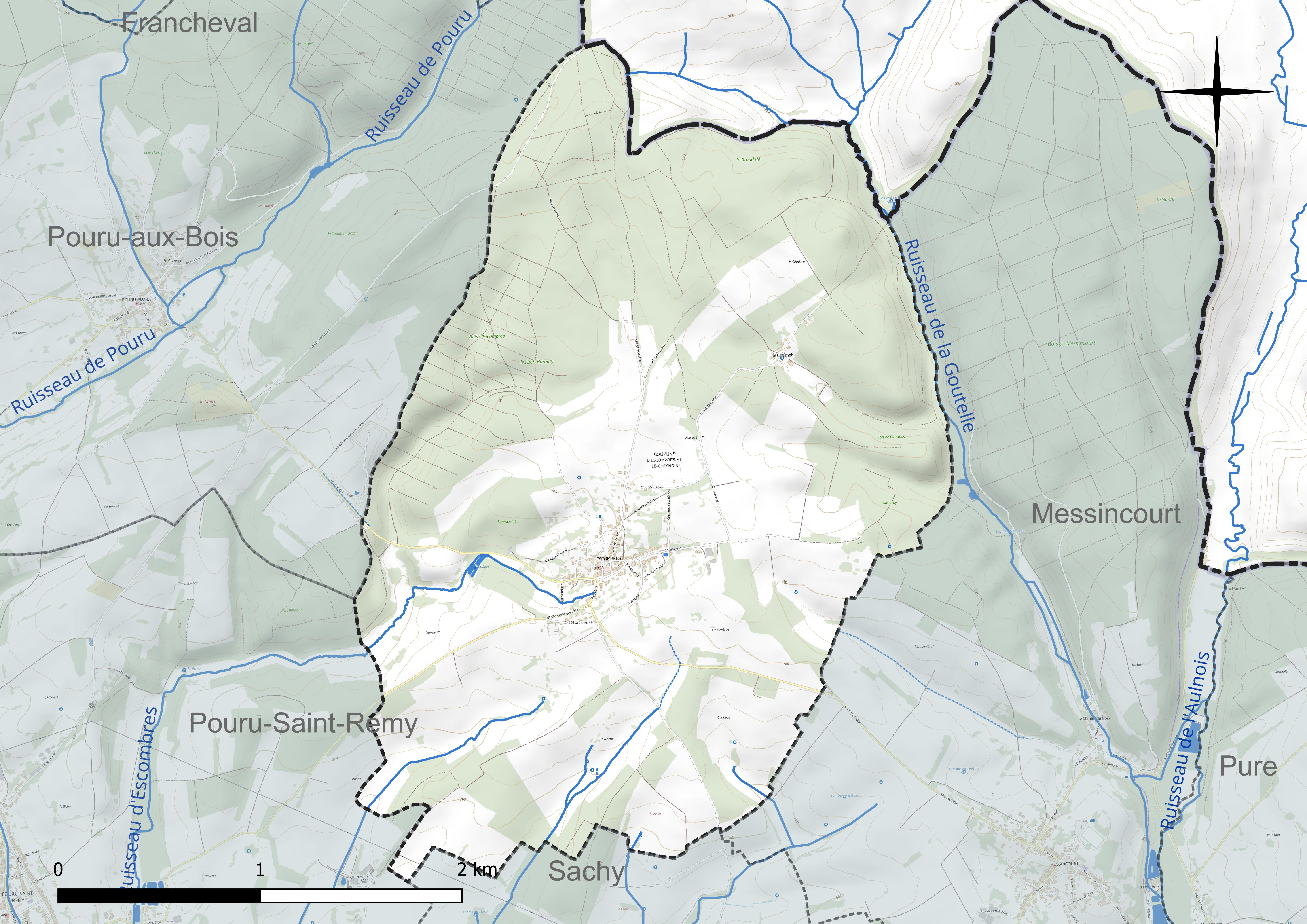
Réseau hydrographique d'Escombres-et-le-Chesnois.

### Climat
Pour des articles plus généraux, voir Climat du Grand Est et Climat des Ardennes.
En 2010, le climat de la commune est de type climat de montagne, selon une étude du Centre national de la recherche scientifique s'appuyant sur une série de données couvrant la période 1971-2000. En 2020, Météo-France publie une typologie des climats de la France métropolitaine dans laquelle la commune est dans une zone de transition entre le climat océanique altéré et le climat océanique altéré et est dans la région climatique Lorraine, plateau de Langres, Morvan, caractérisée par un hiver rude (1,5 °C), des vents modérés et des brouillards fréquents en automne et hiver.
Pour la période 1971-2000, la température annuelle moyenne est de 9,2 °C, avec une amplitude thermique annuelle de 15,2 °C. Le cumul annuel moyen de précipitations est de 1 005 mm, avec 14,1 jours de précipitations en janvier et 10 jours en juillet. Pour la période 1991-2020, la température moyenne annuelle observée sur la station météorologique de Météo-France la plus proche, « Douzy », sur la commune de Douzy à 6 km à vol d'oiseau, est de 10,5 °C et le cumul annuel moyen de précipitations est de 857,0 mm. 
La température maximale relevée sur cette station est de 40,3 °C, atteinte le 25 juillet 2019 ; la température minimale est de −14,8 °C, atteinte le 3 janvier 2004,,.
Les paramètres climatiques de la commune ont été estimés pour le milieu du siècle (2041-2070) selon différents scénarios d'émission de gaz à effet de serre à partir des nouvelles projections climatiques de référence DRIAS-2020. Ils sont consultables sur un site dédié publié par Météo-France en novembre 2022.

## Urbanisme

### Typologie
Au 1er janvier 2024, Escombres-et-le-Chesnois est catégorisée commune rurale à habitat dispersé, selon la nouvelle grille communale de densité à 7 niveaux définie par l'Insee en 2022.
Elle est située hors unité urbaine et hors attraction des villes,.

### Occupation des sols
L'occupation des sols de la commune, telle qu'elle ressort de la base de données européenne d’occupation biophysique des sols Corine Land Cover (CLC), est marquée par l'importance des forêts et milieux semi-naturels (52 % en 2018), en augmentation par rapport à 1990 (45,6 %). La répartition détaillée en 2018 est la suivante :
forêts (52 %), prairies (29 %), terres arables (11,3 %), zones urbanisées (4,5 %), zones agricoles hétérogènes (3,1 %). L'évolution de l’occupation des sols de la commune et de ses infrastructures peut être observée sur les différentes représentations cartographiques du territoire : la carte de Cassini (XVIIIe siècle), la carte d'état-major (1820-1866) et les cartes ou photos aériennes de l'IGN pour la période actuelle (1950 à aujourd'hui).

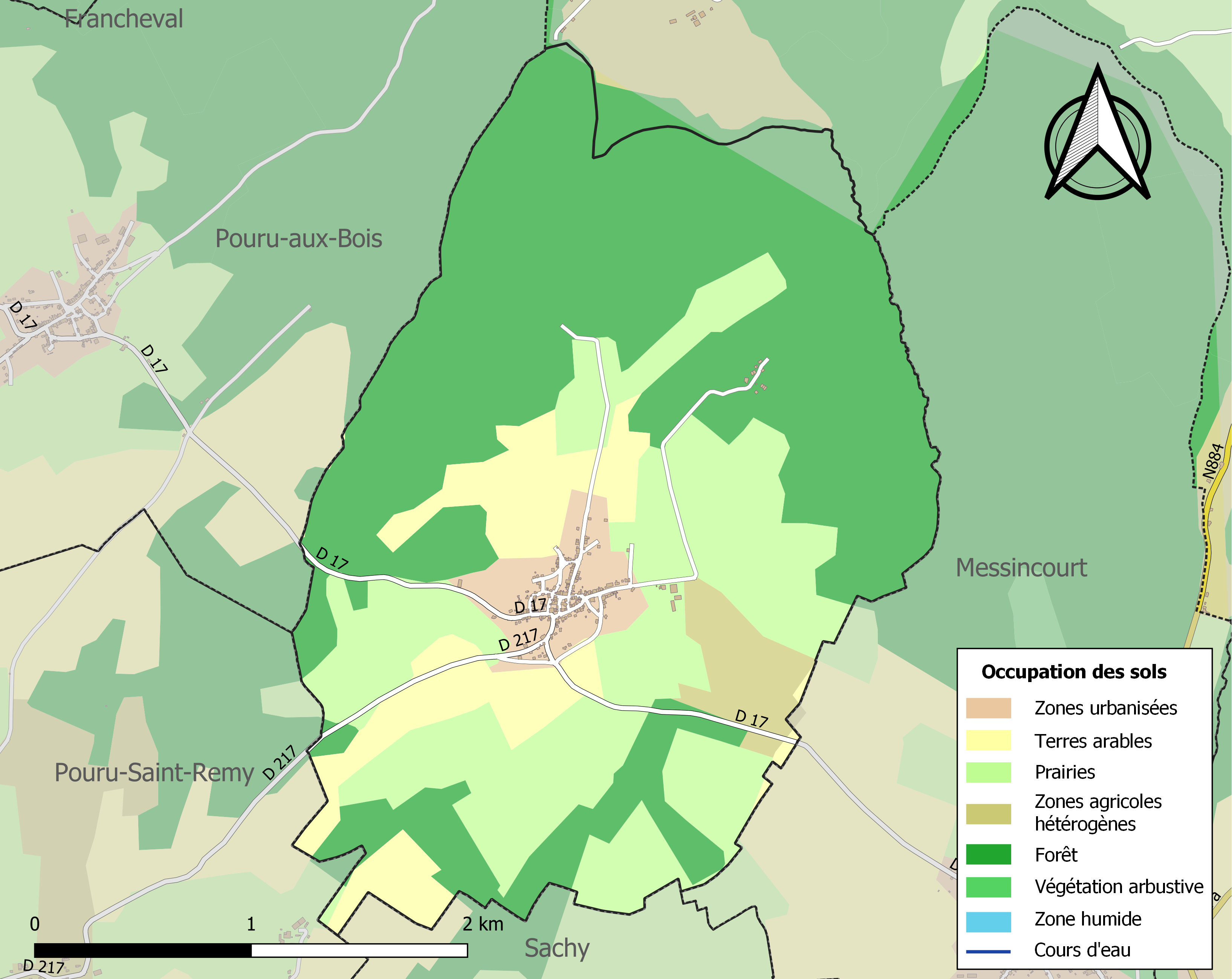
Carte des infrastructures et de l'occupation des sols de la commune en 2018 (CLC).

## Toponymie
Les noms de lieu Combres sont presque tous primitivement sans articles, ce qui permet de supposer qu'ils sont surtout des formations romanes, c'est-à-dire antérieures au Xe siècle.

De l'oïl de la préposition ès ( en les ) et combres « encombrement de terres , de pierres » ou « encombrement d'arbres, broussaille »,  préposition ès ( en les ) et combres « encombrement de terres , de pierres » ou « encombrement d'arbres , broussaille ». Le nom commun encombres, est attesté au pluriel dans les dialectes d'de la langue d'oïl avec le sens « matières obstruant un passage ».
Le toponyme le-Chesnois est issu du gaulois cassanos, signifiant chêne. Cassanos dérivant du bas latin casnus évoque l'arbre roi des forêts. A l'origine, Le Chesnois était connu pour sa forêt de chênes.

## Politique et administration
| Période                                  | Période                      | Identité        | Étiquette | Qualité      |
| ---------------------------------------- | ---------------------------- | --------------- | --------- | ------------ |
| avant 1981                               | ?                            | Roland Watrin   |           |              |
| mars 2001                                | mars 2008                    | Daniel Tailleur |           |              |
| mars 2008                                | 2014                         | Mohamed Guessas |           |              |
| 2014                                     | 2020                         | Denis Henry     |           |              |
| 2020                                     | En cours (au 3 juillet 2020) | Philippe Choisy |           | Ancien cadre |
| Les données manquantes sont à compléter. |                              |                 |           |              |

## Démographie
L'évolution du nombre d'habitants est connue à travers les recensements de la population effectués dans la commune depuis 1793. Pour les communes de moins de 10 000 habitants, une enquête de recensement portant sur toute la population est réalisée tous les cinq ans, les populations de référence des années intermédiaires étant quant à elles estimées par interpolation ou extrapolation. Pour la commune, le premier recensement exhaustif entrant dans le cadre du nouveau dispositif a été réalisé en 2007.

En 2022, la commune comptait 343 habitants, en évolution de −3,92 % par rapport à 2016 (Ardennes : −2,97 %, France hors Mayotte : +2,11 %).
| 1793 | 1800 | 1806 | 1821 | 1831 | 1836 | 1841 | 1846 | 1851 |
| ---- | ---- | ---- | ---- | ---- | ---- | ---- | ---- | ---- |
| 384  | 352  | 414  | 450  | 591  | 628  | 667  | 743  | 737  |

| 1866 | 1872 | 1876 | 1881 | 1886 | 1891 | 1896 | 1901 | 1906 |
| ---- | ---- | ---- | ---- | ---- | ---- | ---- | ---- | ---- |
| 840  | 879  | 937  | 897  | 781  | 714  | 618  | 610  | 528  |

| 1911 | 1921 | 1926 | 1931 | 1936 | 1946 | 1954 | 1962 | 1968 |
| ---- | ---- | ---- | ---- | ---- | ---- | ---- | ---- | ---- |
| 537  | 400  | 370  | 351  | 366  | 314  | 302  | 303  | 303  |

| 1975 | 1982 | 1990 | 1999 | 2006 | 2007 | 2012 | 2017 | 2022 |
| ---- | ---- | ---- | ---- | ---- | ---- | ---- | ---- | ---- |
| 277  | 240  | 278  | 282  | 321  | 327  | 361  | 349  | 343  |

## Culture locale et patrimoine

### Lieux et monuments

#### L'égliseNotre-Dame
C'est une modeste église de village, à une seule nef, et qui n'a aucune décoration intérieure particulière. Le cimetière existait autour de cette église. Il est établi maintenant sur le haut d'une colline qui domine le village. Tout près de là est bâtie une chapelle assez jolie dédiée à saint Joseph.

#### LachapelleSaint-Joseph
Sur la colline Croue se trouve une jolie chapelle construite en 1873 et dédiée à saint Joseph avec, à l'intérieur, une statue de saint Quirin ; la statue d'origine de saint Joseph ayant été dérobée dans les années 2000.
Chaque année, le troisième dimanche après Pâques, elle était le but d'un pèlerinage très fréquenté jusqu'en 1961. À son arrivée, l'abbé Szymanoski décide que cela ne se fait plus.

#### La maison commune (mairie et école)
La maison commune qui comprend la mairie et l'école est située à peu près au centre du village. Elle a été bâtie en 1844 et a coûté 18 000 francs.
L'école est désormais fermée, faute d'un effectif d'enfants suffisant au maintien du poste de professeur des écoles par l'éducation nationale.

#### Le monument aux morts
Il fut inauguré en 1920. Il regroupe 17 noms "morts pour la France 1914-1918", 3 noms "morts pour la France 1939-1945" et 2 noms "victimes civiles".

#### Le puits du Chesnois
Un puits couvert de plusieurs dizaines de mètres de profondeur était, jusqu'à l'installation de l'adduction d'eau, le seul approvisionnement en eau du hameau. Les bêtes, en raison de la difficulté que représente le fait de remonter l'eau sur plus de 30 mètres, étaient conduites pour être abreuvées au ruisseau de la Goutelle, plus bas en forêt, par un chemin qui en a pris le nom : chemin de l'Abreuvoir.

### Festivités

#### Patron Saint Luc
La Saint-Luc se fête le dimanche qui suit la Saint-Luc (18 octobre), saint patron du village. Diction : "A saint Luc, sème dru." Pour les fêtes patronales, la famille Colas mettait jadis à disposition une salle sur la place, face au monument aux morts, jusqu'à la construction d'une salle des fêtes.

#### Le passage de l'alambic de la famille Lachaise
Trois générations de bouilleurs de cru ambulants dans la famille Lachaise originaire de Margut, se transmettent de père en fils l'alambic et le savoir-faire : Georges de 1955 à 1978, Raymond de 1978 à 1994 et depuis 1994 Jean-Christophe Lachaise. Le passage de l'alambic dans un village est un moment attendu. L'alambic est le "confessionnal" des Pères Lachaise et quelle ambiance !
Initialement installé au cœur du village face à l'épicerie, l'atelier itinérant prend désormais place près du plan d'eau artificiel qui constitue la réserve incendie de la commune.

### Personnalités liées à la commune
- Albert Demoulin (1863-1946), homme politique né dans la commune.
- Marcel Pascal (1924-1995), footballeur (milieu de terrain), vainqueur de la coupe de France en 1956.

### Héraldique
| Armes d’Escombres-et-le-Chesnois | Les armes d’Escombres-et-le-Chesnois se blasonnent ainsi : Parti : au 1er de gueules à la champagne crènelée de trois merlons d’argent, maçonnée de sable, d’où jaillissent deux pals alésés flamboyants d’or, au 2e d’or aux trois feuilles de chêne de sinople, les deux en chef posées en bande et en barre. |

La partie gauche représente deux flammes qui s'échappent d'un mur crénelé dans un ciel rougeoyant. Cela rappelle les deux incendies d'Escombres de 1466 et 1636. Le mur crénelé de trois merlons rappelle les lieux-dits Forteresse, Redoute, Citadelle et également la tour de l'ancienne église.
La partie droite avec trois feuilles de chêne évoque les trois premières habitations du hameau du Chesnois.